# Gare de M'daourouch
La gare de M'daourouch est une gare ferroviaire algérienne située sur le territoire de la commune de M'daourouch, dans la wilaya de Souk Ahras.

## Situation ferroviaire
La gare est située dans le centre-ville de M'daourouch, sur la ligne d'Annaba à Djebel Onk. Elle est précédée de la gare de Dréa et suivie de celle de Oued Damous.

## Service des voyageurs

### Desserte
La gare de M'daourouch est desservie par les trains régionaux de la liaison Annaba - Tébessa.